# Uvaria denhardtiana
Uvaria denhardtiana este o specie de plante angiosperme din genul Uvaria, familia Annonaceae, descrisă de Adolf Engler și Friedrich Ludwig Diels. A fost clasificată de IUCN ca specie cu risc scăzut. Conform Catalogue of Life specia Uvaria denhardtiana nu are subspecii cunoscute.